# Liste der Bodendenkmäler in Kolbermoor
Auf dieser Seite sind die Bodendenkmäler in der oberbayerischen Stadt Kolbermoor zusammengestellt. Diese Tabelle ist eine Teilliste der Liste der Bodendenkmäler in Bayern. Grundlage ist die Bayerische Denkmalliste, die auf Basis des Bayerischen Denkmalschutzgesetzes vom 1. Oktober 1973 erstmals erstellt wurde und seither durch das Bayerische Landesamt für Denkmalpflege geführt wird. Die folgenden Angaben ersetzen nicht die rechtsverbindliche Auskunft der Denkmalschutzbehörde.

## Bodendenkmäler in Kolbermoor
| Lage       | Objekt | Akten-Nr.     | Bild           |
| ---------- | --- | ------------- | -------------- |
| (Standort) | Untertägige mittelalterliche und frühneuzeitliche Befunde und Funde im Bereich von Schloss Pullach und seiner Vorgängerbauten mit zugehörigem Wirtschaftshof. | D-1-8138-0279 | weitere Bilder |